# 4 Dońska Dywizja Pograniczna
4 Dońska Dywizja Pograniczna (ros. 4-я Донская пограничная дивизия) – jednostka wojskowa Armii Dońskiej podczas wojny domowej w Rosji.
Dywizja została sformowana 13 sierpnia 1918 r. w Nowoczerkasku. Składała się z 1, 2, 3 i 4 Pułków Pogranicznych. Na jej czele stanął gen. mjr Kuźma P. Szumilin. Funkcję szefa sztabu pełnił starszina wojskowy Arsenij W. Owczinnikow. Dywizja weszła w skład Młodej Armii Dońskiej, składającej się z Kozaków dońskich w wieku 18–20 lat. Początkowo jej zadaniem była ochrona granicy Republiki Dońskiej. Jednakże już w poł. stycznia 1919 r. skierowano ją do walk z wojskami bolszewickimi w rejonie stanicy Lichaja. Podporządkowano ją grupie bojowej gen. lejt. Fiodora G. Czernozubowa. 16 marca tego roku z powodu dużych braków kadrowych przeorganizowano ją w 2-pułkową 4 Dońską Brygadę Pograniczną. 12 maja włączono ją w skład 5 Dywizji Dońskiej gen. mjr. G.J. Makarowa. Nowym dowódcą został gen. lejt. A.W. Owczinnikow. 18 sierpnia Brygadę rozformowano.